# Район Нака (Окаяма)
34°40′15″ пн. ш. 133°56′35″ сх. д. / 34.67083333° пн. ш. 133.94305556° сх. д.

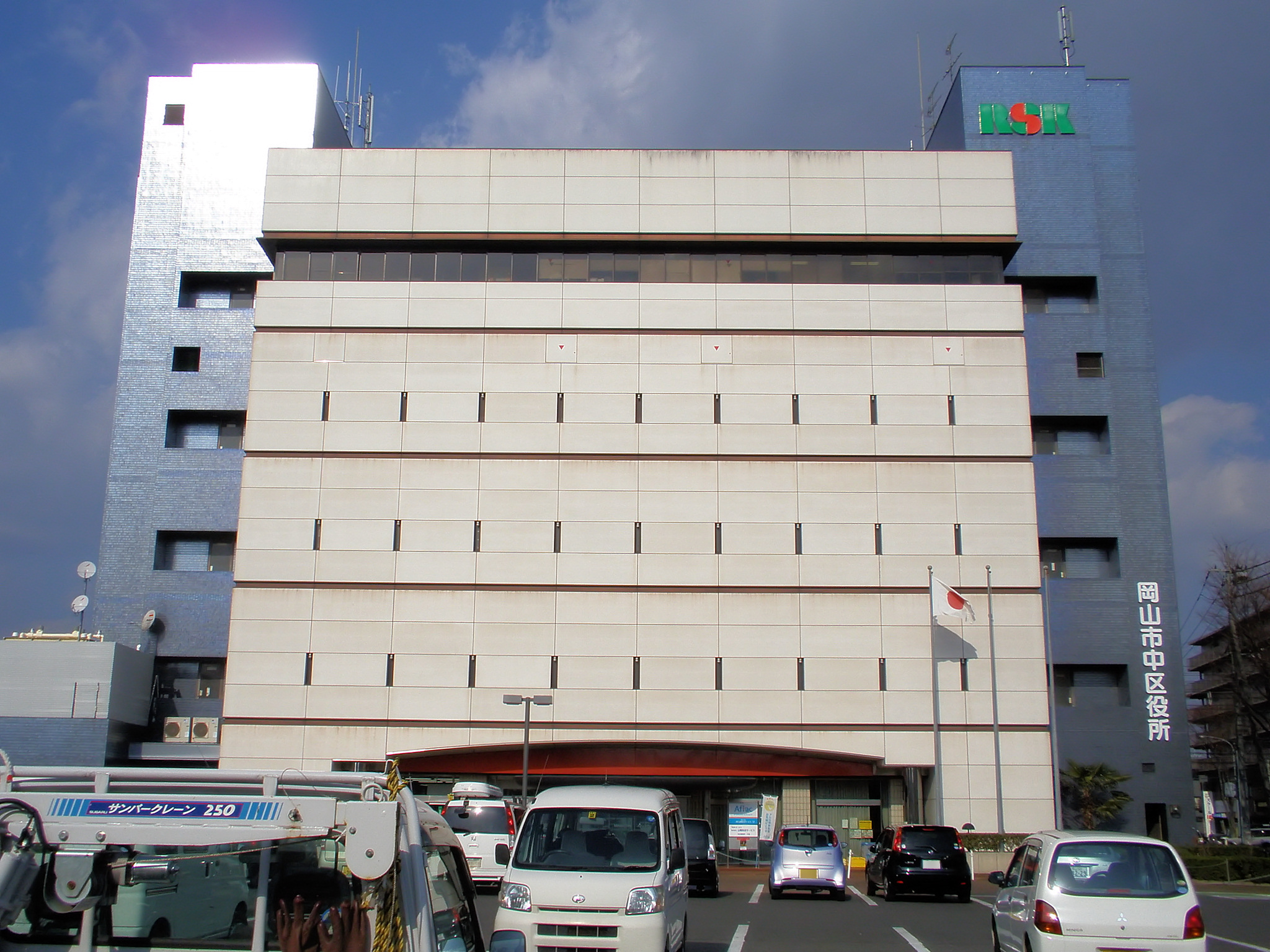
Будівля районної адміністрації
(RSK Media Com)

Район Нака  (яп. 中区, кириліз.: Нака-ку) - один з чотирьох районів міста Окаями, префектури Окаяма, Японія. Площа округу становить 51,24 км2 (19,78 кв. миль). Щільність населення становить біля 2,711 мешканців на квадратний кілометр (7,020/кв. милю). Назва означає "Центральний(середній) округ".
Райони Окаями були засновані, коли Окаяма стала містом, визначеним урядовою постановою 1 квітня 2009 року.

## Опис
Північна частина району, від гори Рюнокуті до гори Місао, являє собою рівнину, утворену річкою Асахікава, і є зоною урбанізації. З іншого боку, південна частина району, від Місузана до узбережжя затоки Коджіма, була рекультивована, і хоча там все ще багато полів, об'їзна дорога Окаями на національній трасі 2 і будівництво Нового порту Окаяма призвели до створення розподільчих центрів, включаючи вантажний термінал префектури Окаяма, а сільськогосподарські угіддя перетворюються на житлову забудову і заводи. Все більше сільськогосподарських земель перетворюються на житлову забудову та заводи.

## Населення
- 2005 рік — 138,949 осіб
- 2010 рік — 142,237 осіб
- 2015 рік — 146,232 осіб